# かんたん携帯
かんたん携帯（かんたんけいたい）は、ソフトバンクが携帯初心者層およびシニア層をメインターゲットに開発されている携帯電話。端末メーカーは機種によって異なり、東芝・日本電気（NEC、現：NECカシオ モバイルコミュニケーションズ）・シャープ・中興通訊（ZTE）製。

## 端末

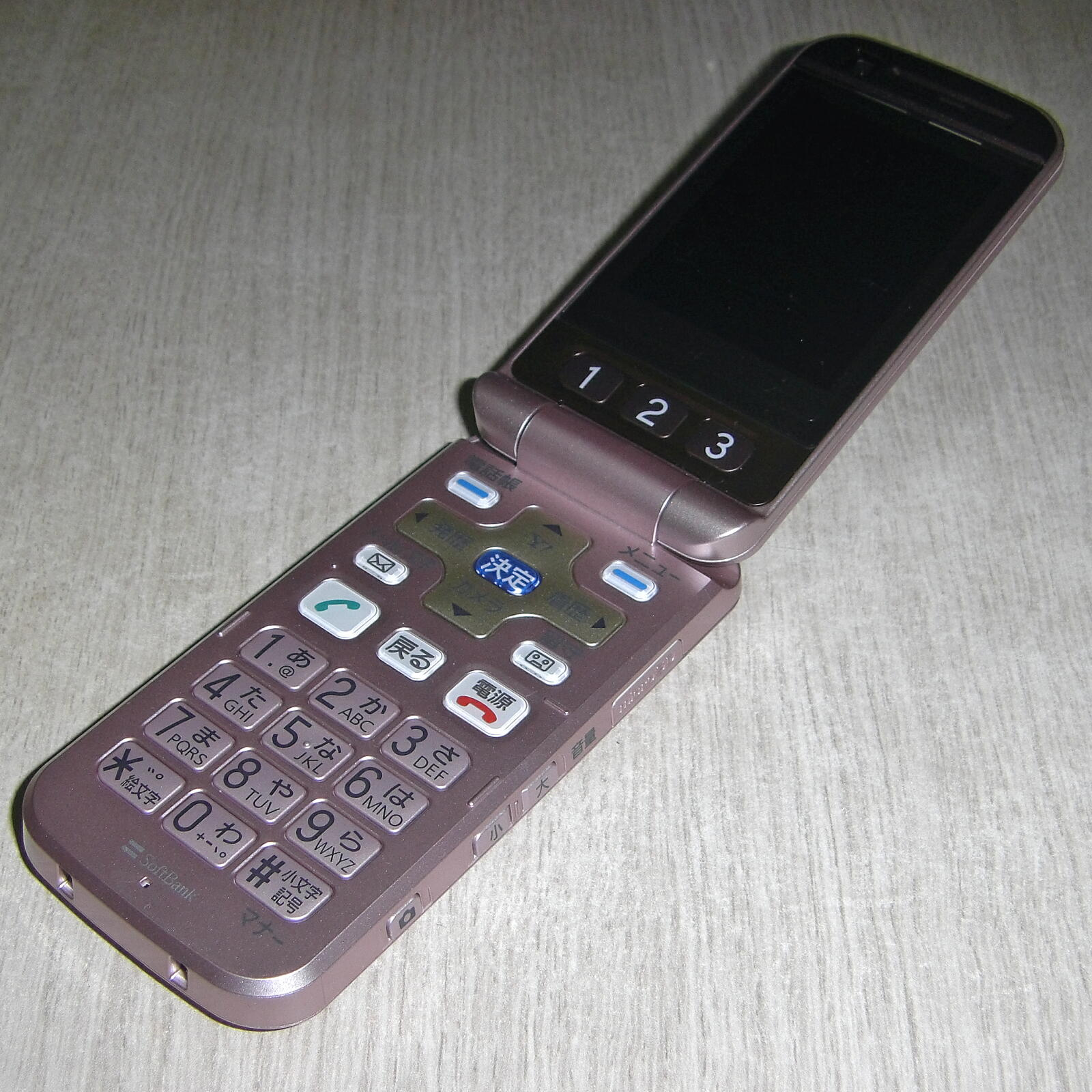
SoftBank 821T（ピンク色）

SoftBank 821T
2008年3月8日発売。かんたん携帯シリーズ第1弾として販売された。ソフトバンク内では簡単機能のみを取り入れたシリーズがシャープ製のGENTシリーズしか存在していなかった（簡単機能といっても、かんたん携帯シリーズほど単純機能は多いわけではなかった）。しかし、発売直後の3月17日、NTTドコモと富士通がソフトバンクと東芝に対して、模倣商品の販売などによる不正な競争を防止する不正競争防止法に基づき、本機種の製造・販売などの差止めを求めて、東京地方裁判所に仮処分命令の申立を行った。
SoftBank 832T
2009年6月26日発売。821Tの後継機。前述の件で和解したことから、821Tの後継機の販売が可能となった。外見は、821Tとはやや異なるが、機能面に大きな違いはない。東芝製端末は832T以降、かんたん携帯シリーズとしても8xxシリーズとしても販売されずに今に至る。更に東芝の携帯電話事業はその後2012年4月に富士通モバイルコミュニケーションズとなり、東芝は事実上携帯電話事業から撤退し現在に至る。前述の件が一因となったのかは不明。
SoftBank 831N
2009年9月18日発売。発表時は「かんたん携帯」の名を称していなかったが、発売後に「かんたん携帯 SoftBank 831N」として販売された。ソフトバンク初の緊急地震速報に対応している。
SoftBank 843SH
2010年8月27日発売。シャープ機がGENTシリーズ以外、初めてとなる簡単機能のみ搭載の携帯電話である。兄弟機は同時期発売の841SH・842SH。外見、キーのデザインなどは大きく異なるが、機能としてはワンセグに対応しない点や、防水・防塵機能対応などが共通している。
SoftBank 840Z
2010年10月29日発売。この端末によりZTEが日本に初参入となった。発売時期が843SHとほぼ同じで、同時期にかんたん携帯が2機種も発売になるのははじめてである。
かんたん携帯6（SoftBank 008SH）
2011年7月8日発売。この端末でワンセグデジタルテレビ放送受信に対応した。
かんたん携帯7（SoftBank 108SH）
2012年7月27日発売。
かんたん携帯8（SoftBank 302ZT）
2015年6月12日発売。
かんたん携帯9（SoftBank 505SH）
2016年2月25日発売。この機種より4Gになる。
かんたん携帯10（SoftBank 807SH）
2019年6月14日発売。
かんたん携帯11
2022年11月16日発売。